# Athemus semimetallica
Athemus semimetallica is een keversoort uit de familie soldaatjes (Cantharidae). De wetenschappelijke naam van de soort werd in 1932 gepubliceerd door Maurice Pic.